# ماجراهای سرابی
ماجراهای سرابی یک مجموعه تلویزیونی محصول سال ۱۳۸۰ به کارگردانی اسماعیل میهن‌دوست، نویسندگی  و تهیه‌کنندگی  می‌باشد که از شبکه پخش شد.

## بازیگران
- آرش نوذری
- اکبر رحمتی
- اکبر قدمی
- بهنوش بختیاری
- حسن میهمانی
- رامین نعمتی
- شیوا معبود
- شیوا هداوند
- کاظم افرندنیا
- کیوان محمودنژاد
- مجید میهمانی
- محمدحسن غمخوار
- محمدرضا نوروزی
- محمدرضا هدایتی
- مهری مهرنیا
- مهنوش صادقی
- ناصر گیتی‌جاه